# UAE Tour 2021
3. ročník etapového cyklistického závodu UAE Tour se konal mezi 21. a 27. únorem 2021. Závod dlouhý 1044 km vyhrál Slovinec Tadej Pogačar z týmu UAE Team Emirates. Na druhém a třetím místě se umístili obhájce vítězství Adam Yates (Ineos Grenadiers) a João Almeida (Deceuninck–Quick-Step).

## Týmy
Závodu se zúčastnilo všech 19 UCI World Teamů společně s jedním UCI ProTeamem. Každý tým přijel se 7 jezdci kromě týmu EF Education–Nippo, jenž přijel s 6 jezdci. Na start se celkem postavilo 139 jezdců, z nichž 125 dojelo do cíle v Abú Zabí.
Týmy, které se zúčastnily závodu, byly:
UCI WorldTeamy
- AG2R Citroën Team
- Astana–Premier Tech
- Bora–Hansgrohe
- Cofidis
- Deceuninck–Quick-Step
- EF Education–Nippo
- Groupama–FDJ
- Ineos Grenadiers
- Intermarché–Wanty–Gobert Matériaux
- Israel Start-Up Nation
- Lotto–Soudal
- Movistar Team
- Team Bahrain Victorious
- Team BikeExchange
- Team DSM
- Team Jumbo–Visma
- Team Qhubeka Assos
- Trek–Segafredo
- UAE Team Emirates

UCI ProTeamy
- Alpecin–Fenix

## Trasa a etapy
| Etapa         | Datum         | Trasa                         | Vzdálenost | Typ     | Typ                  | Vítěz                      |
| ------------- | ------------- | ----------------------------- | ---------- | ------- | -------------------- | -------------------------- |
| 1             | 21. února     | Al Dhafra - Al Mirfa          | 176 km     |         | Rovinatá etapa       | Mathieu van der Poel (NED) |
| 2             | 22. února     | Al Hudayriat                  | 13 km      |         | Individuální časovka | Filippo Ganna (ITA)        |
| 3             | 23. února     | Al Ain - Jebel Hafeet         | 166 km     |         | Horská etapa         | Tadej Pogačar (SLO)        |
| 4             | 24. února     | Al Marjan - Al Marjan         | 204 km     |         | Rovinatá etapa       | Sam Bennett (IRL)          |
| 5             | 25. února     | Fujairah - Džabal Bil Ajs     | 170 km     |         | Horská etapa         | Jonas Vingegaard (DEN)     |
| 6             | 26. února     | Ostrovy Deira - Palm Jumeirah | 168 km     |         | Rovinatá etapa       | Sam Bennett (IRL)          |
| 7             | 27. února     | Yas Mall - Abú Zabí           | 147 km     |         | Rovinatá etapa       | Caleb Ewan (AUS)           |
| Celková délka | Celková délka | Celková délka                 | 1044 km    | 1044 km | 1044 km              | 1044 km                    |

## Průběžné pořadí
| Etapa          | Vítěz                | Celkové pořadí       | Bodovací soutěž      | Sprinterská soutěž | Soutěž mladých jezdců | Soutěž týmů           |
| -------------- | -------------------- | -------------------- | -------------------- | ------------------ | --------------------- | --------------------- |
| 1              | Mathieu van der Poel | Mathieu van der Poel | Mathieu van der Poel | João Almeida       | David Dekker          | Deceuninck–Quick-Step |
| 2              | Filippo Ganna        | Tadej Pogačar        | João Almeida         | João Almeida       | Tadej Pogačar         | UAE Team Emirates     |
| 3              | Tadej Pogačar        | Tadej Pogačar        | Tadej Pogačar        | João Almeida       | Tadej Pogačar         | UAE Team Emirates     |
| 4              | Sam Bennett          | Tadej Pogačar        | David Dekker         | Tony Gallopin      | Tadej Pogačar         | UAE Team Emirates     |
| 5              | Jonas Vingegaard     | Tadej Pogačar        | Tadej Pogačar        | Thomas de Gendt    | Tadej Pogačar         | UAE Team Emirates     |
| 6              | Sam Bennett          | Tadej Pogačar        | David Dekker         | Tony Gallopin      | Tadej Pogačar         | UAE Team Emirates     |
| 7              | Caleb Ewan           | Tadej Pogačar        | David Dekker         | Tony Gallopin      | Tadej Pogačar         | UAE Team Emirates     |
| Konečné pořadí | Konečné pořadí       | Tadej Pogačar        | David Dekker         | Tony Gallopin      | Tadej Pogačar         | UAE Team Emirates     |

## Konečné pořadí
| Legenda | Legenda                           | Legenda | Legenda                                 |
| ------- | --------------------------------- | ------- | --------------------------------------- |
|         | Označuje vítěze celkového pořadí. |         | Označuje vítěze sprinterské soutěže.    |
|         | Označuje vítěze bodovací soutěže. |         | Označuje vítěze soutěže mladých jezdců. |

### Celkové pořadí
| Pořadí | Jezdec                         | Tým                     | Čas         |
| ------ | ------------------------------ | ----------------------- | ----------- |
| 1      | Tadej Pogačar (SLO)            | UAE Team Emirates       | 24h 00' 28" |
| 2      | Adam Yates (GBR)               | Ineos Grenadiers        | + 35"       |
| 3      | João Almeida (POR)             | Deceuninck–Quick-Step   | + 1' 02"    |
| 4      | Chris Harper (AUS)             | Team Jumbo–Visma        | + 1' 42"    |
| 5      | Neilson Powless (USA)          | EF Education–Nippo      | + 1' 45"    |
| 6      | Mattias Skjelmose Jensen (DEN) | Trek–Segafredo          | + 2' 37"    |
| 7      | Damiano Caruso (ITA)           | Team Bahrain Victorious | + 2' 39"    |
| 8      | Mattia Cattaneo (ITA)          | Deceuninck–Quick-Step   | + 3' 53"    |
| 9      | Rubén Fernández (ESP)          | Cofidis                 | + 4' 13"    |
| 10     | Fausto Masnada (ITA)           | Deceuninck–Quick-Step   | + 6' 30"    |

### Bodovací soutěž
| Pořadí | Jezdec               | Tým                   | Body |
| ------ | -------------------- | --------------------- | ---- |
| 1      | David Dekker (NED)   | Team Jumbo–Visma      | 66   |
| 2      | Sam Bennett (IRL)    | Deceuninck–Quick-Step | 56   |
| 3      | Tadej Pogačar (SLO)  | UAE Team Emirates     | 51   |
| 4      | João Almeida (POR)   | Deceuninck–Quick-Step | 35   |
| 5      | Tony Gallopin (FRA)  | AG2R Citroën Team     | 33   |
| 6      | Elia Viviani (ITA)   | Cofidis               | 33   |
| 7      | Caleb Ewan (AUS)     | Lotto–Soudal          | 32   |
| 8      | Adam Yates (GBR)     | Ineos Grenadiers      | 28   |
| 9      | Michael Mørkøv (DEN) | Deceuninck–Quick-Step | 28   |
| 10     | Filippo Ganna (ITA)  | Ineos Grenadiers      | 21   |

### Sprinterská soutěž
| Pořadí | Jezdec                  | Tým                    | Body |
| ------ | ----------------------- | ---------------------- | ---- |
| 1      | Tony Gallopin (FRA)     | AG2R Citroën Team      | 33   |
| 2      | David Dekker (NED)      | Team Jumbo–Visma       | 25   |
| 3      | Thomas De Gendt (BEL)   | Lotto–Soudal           | 18   |
| 4      | João Almeida (POR)      | Deceuninck–Quick-Step  | 16   |
| 5      | Omer Goldstein (ISR)    | Israel Start-Up Nation | 10   |
| 6      | Mattia Cattaneo (ITA)   | Deceuninck–Quick-Step  | 9    |
| 7      | Matteo Sobrero (ITA)    | Astana–Premier Tech    | 8    |
| 8      | Mathias Frank (SUI)     | AG2R Citroën Team      | 8    |
| 9      | Olivier Le Gac (FRA)    | Groupama–FDJ           | 8    |
| 10     | Luis León Sánchez (ESP) | Astana–Premier Tech    | 6    |

### Soutěž mladých jezdců
| Pořadí | Jezdec                         | Tým                   | Čas         |
| ------ | ------------------------------ | --------------------- | ----------- |
| 1      | Tadej Pogačar (SLO)            | UAE Team Emirates     | 24h 00' 28" |
| 2      | João Almeida (POR)             | Deceuninck–Quick-Step | + 1' 02"    |
| 3      | Neilson Powless (USA)          | EF Education–Nippo    | + 1' 45"    |
| 4      | Mattias Skjelmose Jensen (DEN) | Trek–Segafredo        | + 2' 37"    |
| 5      | Sergio Higuita (COL)           | EF Education–Nippo    | + 9' 47"    |
| 6      | Stefan de Bod (RSA)            | Astana–Premier Tech   | + 12' 34"   |
| 7      | Harm Vanhoucke (BEL)           | Lotto–Soudal          | + 13' 05"   |
| 8      | Rémy Rochas (FRA)              | Cofidis               | + 14' 06"   |
| 9      | Mikkel Bjerg (DEN)             | UAE Team Emirates     | + 14' 18"   |
| 10     | Samuele Battistella (ITA)      | Astana–Premier Tech   | + 14' 45"   |

### Soutěž týmů
| Pořadí | Tým                                | Čas         |
| ------ | ---------------------------------- | ----------- |
| 1      | UAE Team Emirates                  | 72h 07' 44" |
| 2      | Deceuninck–Quick-Step              | + 5' 10"    |
| 3      | Team Jumbo–Visma                   | + 11' 01"   |
| 4      | Cofidis                            | + 16' 28"   |
| 5      | EF Education–Nippo                 | + 17' 25"   |
| 6      | Team Bahrain Victorious            | + 18' 59"   |
| 7      | Astana–Premier Tech                | + 29' 11"   |
| 8      | Bora–Hansgrohe                     | + 32' 12"   |
| 9      | Trek–Segafredo                     | + 34' 17"   |
| 10     | Intermarché–Wanty–Gobert Matériaux | + 34' 25"   |